# Castell de la Barcella
El castell de la Barcella, també conegut localment com el Castellet, és un castell situat en la part nord-est de la serra del Benicadell, a 760 m. d'altitud, en el terme de l'Orxa (el Comtat), entre la Vall d'Albaida i la sub-comarca de la Vall de Perputxent.
Situat sobre un tossal amb forma completament cònica, d'ací el seu nom, car té forma de barcella.

## Història
No s'ha conservat cap document escrit sobre l'existència d'aquest castell. És per això que es creu que fou construït els darrers anys d'ocupació musulmana i posteriorment abandonat. Les diferents troballes ceràmiques de la zona daten la construcció entre els segles XII i xiii. També s'hi han trobat algunes restes de l'edat del bronze.

## Estat actual
El castell presenta un aspecte completament arrasat, amb una planta poligonal de 65 m de perímetre i amb cinc bastions de planta quadrangular. Els murs tenen una grossària d'1,20 m i una altura màxima de 3 m
L'escarp existent en el vessant sud i sud-oest fa innecessària la presència d'elements defensius. Però, a la part oest, fora del recinte, hi ha restes d'un mur que podria ser una barbacana.